# スタン・フランシス
スタン・フランシス（Stan Francis, 生年不明 - 1966年3月15日）は、カナダの男性俳優、声優。

## 経歴・人物
1964年12月6日にランキン・バス・プロダクションで制作されたパペットアニメーション『ルドルフ 赤鼻のトナカイ』のサンタクロース役として知られている。
1966年3月15日に死去。

## 出演作品

### テレビドラマ
- オン・カメラ（ハリス）
- ドラマ エンカウンタ（ブキャン、アンブローズ）
- アニーおばさんの冒険（マードック・マクアードル、セヴァーン）
- ホークアイとモヒカン族の最後（ベンジャミン・フランクリン、バルマー、パーキンス）
- ヘルテージ

### テレビアニメ
- オズの珍冒険記
- オズと不思議な仲間たち（トト）

### 人形劇
- 新版ピノキオの冒険（ゼペットじいさん）
- ルドルフ 赤鼻のトナカイ（サンタクロース、ライオンの王様）

### バラエティ番組
- ウェイン&シュスターショー

## 歌
- 『Jingle Jingle Jingle』（『ルドルフ 赤鼻のトナカイ』、挿入歌）